# Werkuha Getachew
Werkuha Getachew (ur. 7 grudnia 1995) – etiopska lekkoatletka specjalizująca się w biegach średnio i długodystansowych.

## Kariera sportowa
Na arenie międzynarodowej odniosła następujące sukcesy:
| Rok  | Miejsce      | Zawody             | Konkurencja                   | Pozycja       | Wynik   |
| ---- | ------------ | ------------------ | ----------------------------- | ------------- | ------- |
| 2022 | Saint-Pierre | mistrzostwa Afryki | bieg na 3000 m z przeszkodami | złoty medal   | 9:36,81 |
| 2022 | Eugene       | mistrzostwa świata | bieg na 3000 m z przeszkodami | srebrny medal | 8:54,61 |

Dwukrotna złota medalistka mistrzostw Etiopii: w biegu na 800 m (2021) oraz w biegu na 3000 m z przeszkodami (2022).

## Rekordy życiowe
- na stadionie

- bieg na 800 metrów – 1:56,67 (8 czerwca 2021, Hengelo) – były rekord Etiopii
- bieg na 1500 metrów – 4:10,0 (11 kwietnia 2021, Addis Abeba)
- bieg na 3000 metrów z przeszkodami – 8:54,61 (20 lipca 2022, Eugene) – rekord Etiopii

- w hali

- bieg na 3000 metrów – 8:37,98 (27 stycznia 2023, Karlsruhe)